# 曾湉
曾湉（1980年12月4日—），重庆人，毕业于中国传媒大学，原中国中央电视台中文国际频道主持人。

## 生平
1980年，曾湉出生于重庆市。曾湉大学毕业于中国传媒大学，后来曾在学校任教。2003年，曾湉担任中国中央电视台中文国际频道《中国新闻》、《新闻60分》的主持人。

## 家庭
曾湉的丈夫叫“王凯”，也是中国中央电视台《商道》和《第一时间》的主持人，两人在中国传媒大学相识，在2003年闪婚，2008年11月25日，曾湉生了一个女儿。

## 奖项
2004年，首届“沃尔沃卡车杯”朗诵艺术大赛全国金奖。